# Bothel (Niemcy)
Bothel – miejscowość i gmina w Niemczech, w kraju związkowym Dolna Saksonia, w powiecie Rotenburg (Wümme), siedziba gminy zbiorowej Bothel.